# Jules Tissières
Jules Tissières, né le 11 octobre 1881 à Martigny-Bourg (originaire d'Orsières) et mort le 15 juillet 1918, est une personnalité politique suisse, membre du parti conservateur catholique.
Il est député du Valais au Conseil national de 1911 à 1918.